# Sulmierzyce (stacja kolejowa)
Sulmierzyce – dawna stacja kolejowa w Sulmierzycach, w powiecie krotoszyńskim; w województwie wielkopolskim, w Polsce. Została otwarta w 1895 roku. Zamknięta została w 1991 roku.